# 시큐어 릴라이어블 트랜스포트
시큐어 릴라이어블 트랜스포트(SRT, Secure Reliable Transport)는 UDP 전송 프로토콜을 활용하는 오픈 소스 비디오 전송 프로토콜이다. SRT 프로토콜 사양은 IETF에서 인터넷 초안으로 제공된다.

## 개요
SRT는 TCP와 유사한 연결 및 제어, 안정적인 전송을 제공한다. 그러나 UDP 프로토콜을 기본 전송 계층으로 사용하여 애플리케이션 계층에서 이를 수행한다. 낮은 대기 시간(기본값: 120ms)을 유지하면서 패킷 복구를 지원한다. SRT는 AES를 사용한 암호화도 지원한다.
이 프로토콜은 빠른 파일 전송을 위해 설계된 UDT 프로젝트에서 파생되었다, 이는 연결, 시퀀스 번호, 승인 및 손실된 패킷의 재전송에 유사한 방법을 활용하여 신뢰성 메커니즘을 제공했다. 선택적 및 즉각적인(NAK 기반) 재전송을 활용한다.
SRT는 라이브 스트리밍 모드를 지원하기 위해 그 위에 몇 가지 기능을 추가했다.
1. 소스 시간 전송(타임스탬프 기반 패킷 전달)을 통해 지연 시간 제어
2. 완회된 발신자 속도 제어
3. 조건부 형태의 "너무 늦은" 패킷 삭제(제때에 복구되지 않은 손실된 패킷으로 인해 발생하는 HOL 차단 방지)
4. 즉시 패킷 재전송(주기적인 NAK 보고)